# Port Broughton (Australie-Méridionale)
Port Broughton est une petite ville d' Australie-Méridionale située à l'extrémité nord de la péninsule de Yorke sur la côte est du golfe Spencer. Il est situé à environ 170 km au nord-ouest d'Adélaïde et à 56 km au sud de Port Pirie. Au recensement de 2011, la ville de Port Broughton comptait 1 034 habitants. 
La proximité d'Adélaïde (à deux heures de route) en fait une destination touristique populaire, le nombre d'habitants de la ville atteignant plus de 4 000 pendant les vacances d'été.

## Histoire

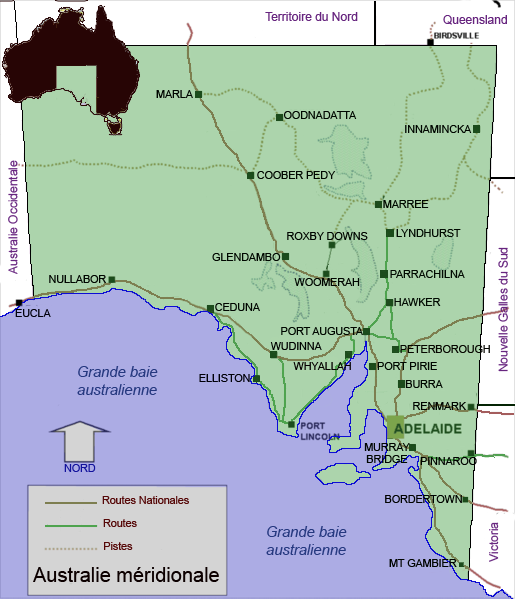
Australie méridionale

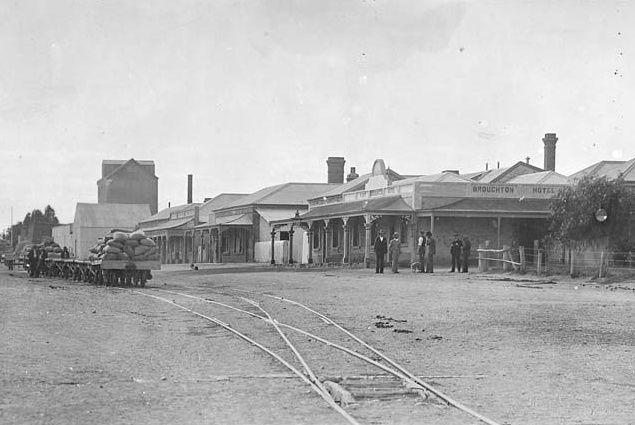
Façade est de l'Hôtel Port Broughton, en 1914

Cette ville est située est sur une crique abritée appelée Mundoora Arm Inlet à l'extrémité nord de la péninsule Yorke. La ville tire son nom de la rivière Broughton (nommée par Edward John Eyre d'après William Broughton), dont l'embouchure se trouve à environ 40 km (25 mi) au nord du canton. Durant la seconde moitié du XIXe siècle, les terres autour de Port Broughton étaient utilisées pour le pâturage. L'activité n'étant pas rentable, et les conditions d'exploitation inadaptées, les terres furent parcellisées et revendues aux agriculteurs dès 1871. Sur les recommandations du capitaine Henry Dale, Port Broughton a donc été arpenté pour desservir les producteurs de blé et d'orge environnants.

## Transports

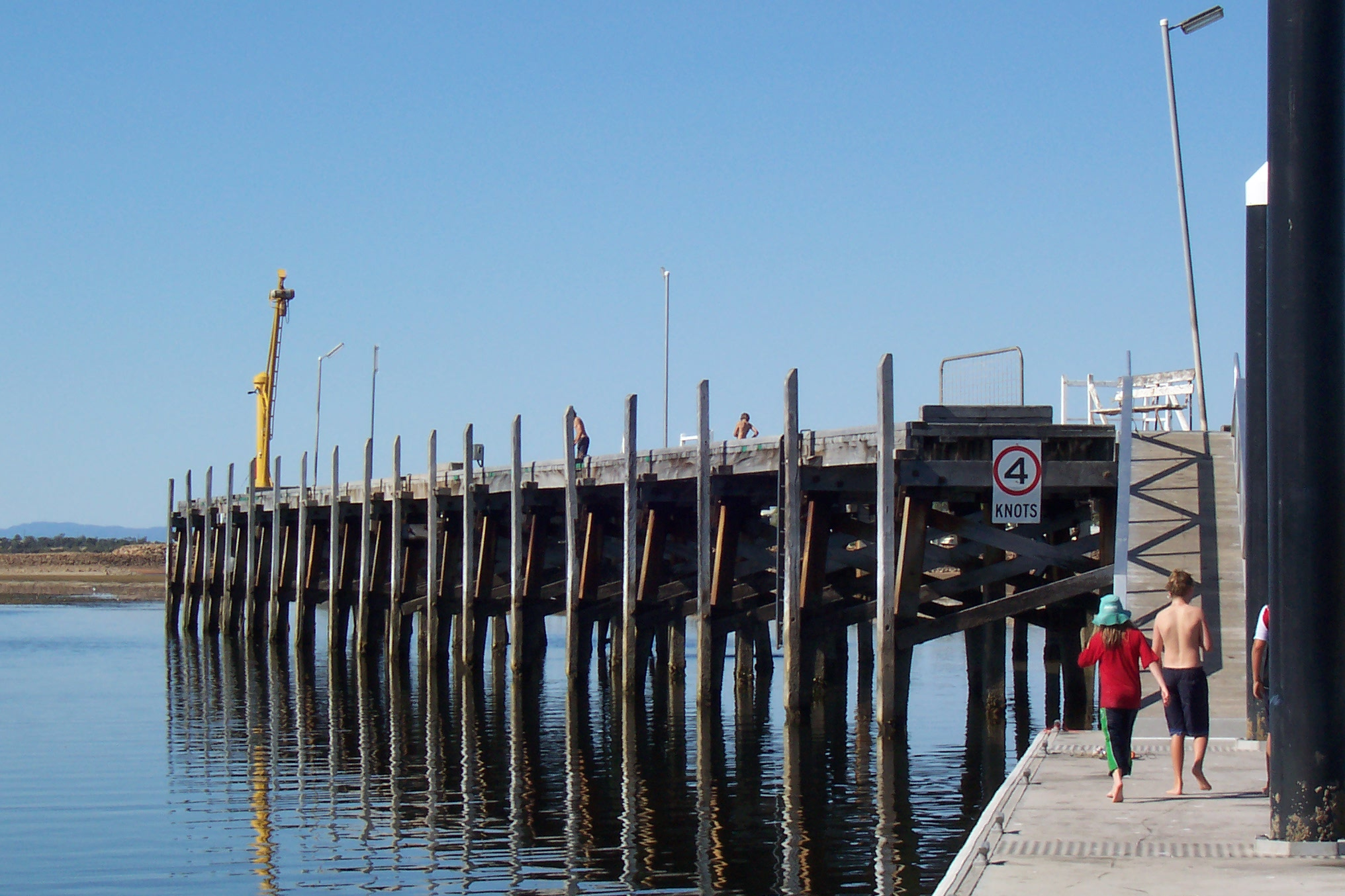
La jetée en forme de « T » à Port Broughton

Construite en 1876, la jetée en forme de « T » était desservie par une ligne de chemin de fer d'une longueur de 16 km qui s'enfonçait dans une montée l'intérieur des terres. Cette ligne de chemin de fer fut officiellement inaugurée le 11 mars 1876. Des chevaux étaient utilisés pour tracter les wagons à vide dans la montée, et la descente se faisait, par la seule force de gravité, le freinage état assuré un conducteur. Le service voyageurs cessa le 17 septembre 1925, mais le trafic céréalier continua.

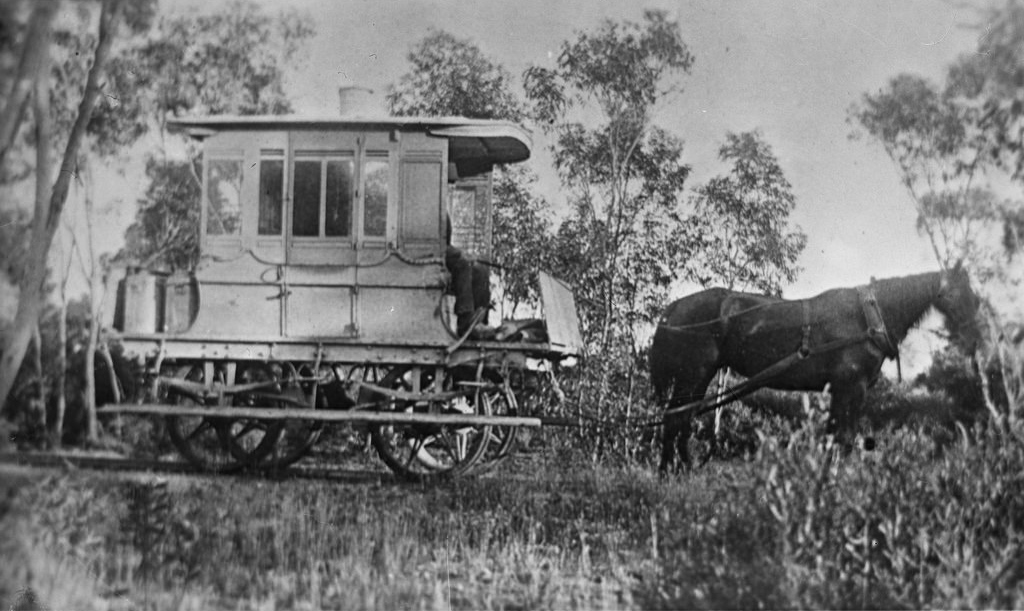
Le tramway hippomobile de 10 milles de long a été inauguré en 1876

Bien que des locomotives furent proposées en 1906, c'est à la date du janvier 1926, que la locomotive Fordson a définitivement remplacé la traction hippomobile. Le service fut privatisé en 1931, et le service voyageurs cessa complètement le 3 août 1942.
Jusqu'en 1949, le trafic ferroviaire perdura, pour le transport du blé.  Il assurait la liaison entre la gare et la jetée, où des ketchs acheminaient le fret  sur une distance de 8 km dans le golfe. Là les cargos, en rade  assuraient l'exportation du blé vers l'Angleterre.

## Disparition de l'aviateur Edward Gage
En juin 1943, Edward Gage, un installateur électricien qui travaillait pour BHP à Whyalla , a trouvé la mort,  dans le golfe Spencer, quand son avion un Tiger Moth fut à court de carburant. Il avait été vu pour la dernière fois en survolant Port Broughton, vers Whyalla au départ de Parafield.  Une enquête fut ouverte mais ni ses restes ni celui de l'avion ne furent retrouvés. En janvier 1990, M. Anchor, qui vivait à Whyalla au
moment de la disparition,  a organisé une équipe de recherche pour trouver l'épave.

## Géographie
Situé du côté est du golfe Spencer, le littoral de Port Broughton est relativement protégé, ce qui se traduit par de grandes étendues d'eau peu profonde et des herbiers, des vasières et de vastes zones de mangroves qui bordent l'entrée sur laquelle la ville est construite. La petite ville de Fisherman Bay, Australie-Méridionale, se trouve à  5 km au nord de Port Broughton et présente à peu près les mêmes caractéristiques côtières. Entre l'embouchure de Fisherman Bay et Port Broughton se trouve l'île Shag, un important site de reproduction pour plusieurs espèces de cormorans. La rivière Broughton s'étend plus au nord en direction de Port Pirie, où son estuaire est situé. Plus à l'intérieur des terres, la plupart des terres sont des terres agricoles assez dépourvues de particularités, ne laissant subsister que des fragments de la végétation d'origine.

## Médias
Port Broughton a brièvement abrité un journal de courte durée publié par William John George et James Sisely.  Initialement appelé Port Broughton Echo (1887), il a été imprimé par l' Argus du Nord à Clare. Il a ensuite été rebaptisé Broughton Echo (1887-1888), mais a rapidement cessé de paraître en juillet 1888 It was then renamed to Broughton Echo (1887-1888), but soon ceased publication in July 1888.

## Économie
Depuis sa création, l'économie de Port Broughton a été largement tirée par l'agriculture, en particulier les cultures céréalières. La pêche commerciale est également une partie importante de l'économie, les écailles et les crabes nageurs bleus représentant une grande partie des prises. Depuis 2010, Port Broughton soutient une flotte de crevettes . 
Comme de nombreuses villes de la péninsule de Yorke, Port Broughton est une destination touristique, des activités telles que la pêche, la pêche au crabe et une variété de sports nautiques étant populaires. La ville dispose d'une rampe de mise à l'eau pour de telles activités. L'hébergement de courte durée comprend deux parcs à caravanes, un certain nombre d'unités et un motel. À proximité, Fisherman Bay compte de nombreuses cabanes appartenant aux vacanciers, ainsi qu'une rampe de mise à l'eau pour les petits bateaux.

## Communauté
La population enregistrée dans le canton de Port Broughton au moment du recensement de 2011 était de  982 habitants (population du district de Port Broughton 1424). La majorité de la population (838) était née en Australie, la majorité des immigrants venant du Royaume-Uni. Le recensement a également révélé que plus de la moitié de la population de Port Broughton a plus de  55 ans, l'âge médian étant de  61 ans, ce qui suggère que la ville est populaire auprès des retraités. Le christianisme est la religion dominante dans la région et est bien desservi par un certain nombre d'églises.
La ville compte un certain nombre de clubs sportifs, notamment des clubs de cricket et de netball, et un club de football australien jouant dans la Northern Areas Football Association sous le nom de Broughton-Mundoora Eagles.
L'école de la région de Port Broughton et l'hôpital et le service de santé du district de Port Broughton répondent respectivement aux besoins éducatifs et médicaux de la ville.

## Personnalités
- Phil Cummings : Auteur.
- George Hewett : Footballeur.
- Sally Sara:   Journaliste.

## Gouvernement
Port Broughton est le siège du conseil de district de Barunga West. Le maire est actuellement Cynthia Axford. Il se trouve dans le district électoral de l' État de Narungga et dans la division fédérale de Grey.